# Friedrich Rudolph von Grünberg
Hans Friedrich Rudolph von Grünberg (* 9. November 1748; † 6. Juli 1822) war ein kursächsischer bzw. ab 1806 königlich-sächsischer Kammerherr und Rittergutsbesitzer.

## Leben
Friedrich Rudolph von Grünberg stammte aus dem Adelsgeschlecht von Grünberg. Er war der Sohn des kurfürstlich-sächsischen Generalleutnants Rudolph Gottlob von Grünberg (1717–1793) und der Charlotte Friederike von Bose (1722–1769), seine Geschwister waren der Premierleutnant und Rechnungsbeamte Gottlob Wilhelm von Grünberg und Helene Caroline von Grünberg, die Johann Sigismund von der Goltz heiratete.
Friedrich Rudolph von Grünberg schlug eine Verwaltungslaufbahn am kursächsischen bzw. ab 1806 königlich-sächsischen Hof unter Kurfürst Friedrich August III., dem späteren König Friedrich August I. von Sachsen ein. Friedrich Rudolph von Grünberg stieg bis zum Kammerherrn am Dresdner Hof auf. Als solcher ist er bereits 1786 im Churfürstlich-Sächsischen Hof- und Staatscalender verzeichnet. Am 18. August 1789 wurde er als Rechtsritter des Johanniterordens aufgeschworen.
Am 20. September 1785 kaufte er seiner Schwiegermutter, der verwitweten Stallmeisterin Giesel Agnese Magdalene von Krahn, geborene von Münchhausen, deren Rittergut Kriegstedt bei Bad Lauchstädt für 18.000 Taler ab. Seine Schwiegermutter hatte 1778 beim Lehnhof die Umwandlung des Rittergutes Kriegstedt mit dem dazugehörigen Schadendorf von Mannlehn in Erblehn erreicht, wodurch diese Güter auch in weiblicher Linie vererbt werden konnten, falls einmal kein männlicher Lehnserbe geboren wurde.
Im Jahre 1801 verkaufte Friedrich Rudolph von Grünberg das zum Rittergut Kriegstedt gehörige Backhaus in Burgstaden mit kurfürstlicher Genehmigung an den Bäcker in Schotterey. Nur zwei Jahre später, am 17. August 1803, trennte sich Grünberg vom Rittergut Kriegstedt und veräußerte es weiter an Christian Gottfried Weidlich, der zuvor bereits das Rittergut in Geiselröhlitz besaß.
Hans Friedrich Rudolph von Grünberg zog sich auf das Rittergut Löbnitz (Schlossteil) zurück, wo er fortan mit seiner Familie lebte, bis er starb. Das Schloss Löbnitz hatte er am 23. Dezember 1820 als Mannlehnrittergut für 125.000 Taler gekauft. Von 1823 bis 1847 war sein Sohn Karl Friedrich Rudolph von Grünberg mit dem Schloss belehnt. Dessen Söhne Heinrich Friedrich Rudolph, Wilhelm Friedrich Rudolph und Hans Friedrich Rudolph kauften ihrem Vater das Schloss und Rittergut Löbnitz am 28. Juli 1847 mit den Vorwerken Grünau, Seelhausen, Scholitz und der Ziegelei ab.

## Familie
Aus der Ehe von Hans Friedrich Rudolph von Grünberg mit Henriette von Krahn (* 31. August 1766; † 3. Oktober 1814), Tochter von Johann Reinhold von Krahn und Gisela Agnesa Magdalene von Münchhausen, ging der in Kriegstedt geborene Sohn Carl Friedrich Rudolph von Grünberg (* 26. August 1785; † 1. April 1850) hervor. Dieser Sohn wurde später Landrat im preußischen Kreis Merseburg.
Karl Friedrich Rudolph von Grünberg heiratete zunächst Amalie Friederike Gräfin von der Schulenburg (* 25. Dezember 1787; † 22. Mai 1810), Tochter von Gebhard Friedrich Kasimir Graf von der Schulenburg und Amalie Henriette von Helldorf. Aus dieser Ehe ging Heinrich Friedrich Rudolph von Grünberg (* 22. Mai 1810; † 10. Februar 1888) hervor, der königlich-preußischer Premierleutnant des 1. Garde-Ulanen-Regiments wurde.
Die zweite Ehefrau von Karl Friedrich Rudolph von Grünberg war Henriette Charlotte Philippine von Boeltzig (* 9. April 1798; † 16. März 1858), Tochter von Wilhelm Ferdinand von Boeltzig und Auguste Karoline von Beeren. Aus dieser Ehe gingen folgende drei Kinder hervor:
1. Wilhelm Friedrich Rudolph (* 22. Mai 1818; † 21. Dezember 1890), Königl.-Preussischer Major im Garde-Schützen-Bataillon; verheiratet mit Cäcilie Louise Henriette von der Reck (*6. Juni 1826; +?)
2. Henriette Auguste (*20. September 1820; † 30. April 1872); verheiratet mit Konstantin Philipp Bernhard Wilhelm von Knebel-Doeberitz
3. Hans Friedrich Rudolph (* 2. Februar 1823; † 7. Mai 1911)

Hans Friedrich Rudolph von Grünberg heiratete Henriette Marie Luise von Griesheim (* 22. Juni 1837; † 16. April 1908). Die vier aus dieser Ehe hervorgegangenen Kinder waren Hans Karl Friedrich, Helene Henriette Rosa Marie, Eberhard Karl Konstantin und Karola Elisabeth Eugenia Henriette.
Hans Karl Friedrich von Grünberg (* 24. Mai 1868; † 13. September 1947) war königlich-preußischer Sekondeleutnant des 2. Brandenburgischen Dragoner-Regiments Nr. 12. Aus seiner Ehe mit Emilie Ottilie Ferdinande von Prittwitz und Gaffron (* 4. Oktober 1877; † 12. Dezember 1947) gingen folgende Kinder hervor:
1. Henriette Luise Ottilie Agnes (* 3. Dezember 1901) heiratete Erich William Konrad Dietrich August von Kospoth ("Erich Graf von Kospoth auf Briese"). (*28. Oktober 1900; † ?)
2. Hans-Bernhard von Grünberg (Hans-Bernhard Friedrich Rudolph) (* 30. März 1903; † 20. Juni 1975) heiratete Hinata von Massow (* 29. März 1906; † 22. Februar 1965). Aus dieser Ehe gingen fünf Kinder hervor, darunter Bernhard von Grünberg (Bernhard Wendelin Rudolph) (* 5. Juli 1945).
3. Karl Wilhelm Friedrich Rudolph (* 18. September 1909; † März 1943 in Russland)
4. Rudolph Gottlob Hans Friedrich (* 15. Februar 1911; † Dezember 1941 in Russland)

Helene Henriette Rosa Marie von Grünberg (* 1. Mai 1871; † ?) heiratete Gerhard Eugen Friedrich Lorenz Karl von Puttkamer (* 23. Januar 1959; † 3. November 1893).
Eberhard Karl Konstantin von Grünberg (* 2. Dezember 1872; † ?) war königlich-preußischer Sekondeleutnant des brandenburgischen Husaren-Regiments Nr. 3. Aus seiner Ehe mit Ellinor Wilhelmine Gustave Luise Rothraud von Blücher (* 5. Mai 1885; † ?) gingen hervor:
1. Hans Joachim Gebhard Friedrich Wilhelm (* 3. Mai 1908)
2. Anneliese Helene Friederike (* 24. Juni 1909)
3. Karl Friedrich Rudolf (* 20. März 1911; † 1995) heiratete Christel Michaelis. Aus dieser Ehe ging Hubertus von Grünberg (* 20. Juli 1942) hervor.
4. Gisela Henriette Rosemarie (* 27. November 1912)